# Kraje otrok med Francovo diktaturo
Ukradeni otroci med Francovo diktaturo so otroci staršev, ki so bili pripadniki republikanskega tabora v času Španske državljanske vojne. Bili so zaprti v zaporih skupaj s svojimi materami, katere so označevali kot republikanske oziroma »rdeče« matere (“madres rojas”) ali pa so bili posvojeni, ker so bili njihovi starši umorjeni. »Rdeče« matere so bile vse ženske, ki so bile na kakršenkoli način povezane z republikanskim taborom, bodisi so bile žene republikancev, njihove matere ali sestre.

## Začetek prvih ugrabitev
Zametki prvih ugrabitev segajo v leto 1939, ko se je Francisco Franco, kot zmagovalec državljanske vojne, povzpel na oblast in začel svoje vladanje z vzpostavitvijo diktatorskega režima, španska tranzicija v drugi polovici sedemdesetih let pa je temu dogajanju postavila konec. Zaradi pomanjkanja podatkov o tem pojavu pa sicer ne moremo postaviti točne meje med začetkom in koncem, kakor tudi ne moremo podati natančnega števila vseh žrtev.

## Vzpostavitev diktatorskega režima in s tem razlike med pripadniki španske rase
Ko se je Franco povzpel na oblast je začel vladati v duhu diktature, ki je bila rasistične narave. Njegovi pripadniki, to so pripadniki nacionalnega tabora, so bili s strani Franca obravnavani kot del španske rase oziroma španskega ljudstva, ki je bil nadrejen ostalemu, imenovali so se »La Raza«. Ta nadrejenost jim je dodeljevala pravico, da so si podredili ostalo špansko ljudstvo, ki so jih označevali kot manjvredne. Ti pa so bili pripadniki republikanskega tabora, imenovani tudi »rdeči« republikanci (“los republicanos rojos"), ki so v tistem času zagovarjali koncept Druge španske republike in so se zoperstavili državnemu udaru ter Francovi diktaturi.
Nacionalisti republikancev niso priznavali kot del španske rase in so jih začeli zatirati, preganjati, jim odvzemati identiteto itd. Med drugim je bil tudi dan državnosti poimenovan izključno po pripadnikih španskega nadrejenega ljudstva, to pomeni po nacionalistih. Za takšno ravnanje pa je odgovorna Francova rasistična diktatura, katere cilj je bil očiščenje španskega ljudstva. Tega je hotel doseči preko zaprtij in umorov vseh, ki so nasprotovali njemu, njegovemu načinu vladanja ali mu na kakršen koli drug način predstavljali potencialno nevarnost.

## Izvor rasistične narave Frankove diktature
Eden izmed vodilnih ideologov Francove doktrine je bil Juan Antonio Vallejo-Nájera Botas, ki je vodil psihološke raziskave z namenom preučitve španskega ljudstva. Cilj je bil očistiti špansko raso vseh nasprotnikov diktature, za kar so morali militarizirati vsa javna območja in ponovno vzpostaviti inkvizicijo. Njegova teorija o španskem ljudstvu, ki postavlja v nasprotje pripadnike nacionalnega tabora kot nadrejene in pripadnike republikanskega tabora kot manjvredne, je bila vodilna orientacija Francove diktature.

## Otroci kot sredstvo zgodnjega preprečevanja manjvredne rase
Manjvrednosti ljudstva se je bilo mogoče izogniti že v prvih letih otrokovega življenja, zato so tako imenovanim republikanskim materam odvzeli na stotine otrok, da bi pretrgali vezi z njihovimi republikanskimi koreninami in tako onemogočili »onesnaževanje« španskega ljudstva oziroma španske rase. Španska cerkev in pripadniki nacionalnega tabora, ki se je imenoval La Falange so kot izvršitelji svoje početje zagovarjali z besedami, da bodo republikanske otroke rešili materialne in moralne bede, ki bi jih doletela zaradi nasprotovanja na novo vzpostavljeni Francovi državi. Teh otrok po njihovem mnenju namreč niso oropali ampak odvzeli vsem republikanskim zapornikom, umorjenim ali pogrešanim, nato pa jih dodelili staršem, ki so diktaturo podpirali, da so jih le ti vzgojili v duhu frankizma ali pa so bili dodeljeni v socialni center, ki se je imenoval Auxilio Social, kjer pa so bili velikokrat tarča posmeha zaradi svojih »rdečih« korenin. Leta 1943 se je število otrok, ki so bili pod skrbništvom družin pripadnic nacionalnega tabora povečalo na 12.043, vendar so pozneje ocenili, da se lahko število poveča vse do 300 000. Franko je tudi zahteval ponovno repatriirati vse izgnane otroke. Namreč mnogi starši so svoje otroke poslali v druge države, da bi jih zaščitili in jim preprečili bedo, ki jo je prinesla vojna, Franco pa je odredil, da morajo vse te otroke poiskati in vrniti v Španijo. Zakon iz leta 1940 mu je dal dostop tudi do otrok v institucijah Auxilio Social, kateri so bili avtomatsko premeščeni nazaj v Španijo. Največji interes pa je imel za otroke iz Sovjetske Zveze, ta je namreč v državljanski vojni stopila na stran republikancev.

## Republikanski zapori
V zaporih, kjer so bile zaprte republikanske matere in ženske je bilo tudi veliko otrok, ki pa nikoli niso bili zapisani v seznam. Mnogi med njimi so zaradi neznosnih pogojev v zaporih umrli, namreč bili so priča stradanju, trpinčenju, boleznim zaradi nehigiene, itd. Mnogo pa jih je bilo oddanih v družine pripadnice Francovega režima. Ženskam, ki so v teh zaporih rodile, so povedali, da je otrok po rojstvu umrl. V resnici čisto zdravega otroka pa so poslali v »nacionalne« družine ali pa v samostane, kjer dobili novo identiteto, njihove republikanske korenine pa so bile izbrisane.
Ugrabitve novorojenih otrok, ki so se začele v republikanskih zaporih, pa so se razširile tudi v porodnišnice. Materam so takoj po rojstvu odvzeli otroka pot pretvezo, da ga bodo položili v inkubator, tudi v primeru, če to ni bilo potrebno. Čez nekaj časa so mater obvestili o smrti njenega otroka brez možnosti, da bi ga videla, če pa je vztrajala so ji prinesli že v naprej pripravljenega mrtvega novorojenca. Njihov otrok, ki je rojstvo preživel, pa je šel v roke nacionalni družini, ki so za njegovo posvojitev morali plačati približno 200 000 pezet (španska valuta pred uvedbo evra).

## Odprava molka
O tem pojavu se dolgo ni razpravljalo saj je kakršnokoli opredeljevanje do dilem takratnega časa lahko posameznika stalo življenja. Čez čas pa so se opogumile nekatere matere, ki sedaj iščejo svoje izgubljene otroke. Pojav se je začel omenjati tudi na nacionalni ravni in leta 2008 je Baltasar Garzón ta pojav označil kot zločin proti človeštvu in dodal, da je veliko žrtev še živih, ki se morda sploh ne zavedajo svoje prave identitete ter se zavzema za njihovo odkritje in ponovno dodelitev originalne identitete, za katero so bili prikrajšani v času frankizma.